# Wereldkampioenschap voetbal 2010 (Groep F) Nieuw-Zeeland-Slowakije
In dit artikel wordt de wedstrijd tussen Nieuw-Zeeland en Slowakije in Groep F tijdens het wereldkampioenschap voetbal van 2010, die werd gespeeld op 15 juni 2010, nader uitgelicht.

## Wedstrijdgegevens
| Datum                       | 15 juni 2010                                  | 15 juni 2010                                  |
| Stadion                     | Royal Bafokeng Stadion, Rustenburg            | Royal Bafokeng Stadion, Rustenburg            |
| Toeschouwers                | 23.871                                        | 23.871                                        |
| Scheidsrechter              | Jerome Damon                                  | Jerome Damon                                  |
| Assistenten                 | Celestin Ntagungira Enock Molefe              | Celestin Ntagungira Enock Molefe              |
| Vierde man                  | Ravshan Irmatov                               | Ravshan Irmatov                               |
| Man van de wedstrijd        | Róbert Vittek                                 | Róbert Vittek                                 |
| Looptijd                    | 1e helft: 45+1 minuten 2e helft: 45+3 minuten | 1e helft: 45+1 minuten 2e helft: 45+3 minuten |
|                             | Nieuw-Zeeland                                 | Slowakije                                     |
| Doelpunten                  | 1                                             | 1                                             |
| Gele kaarten                | 2                                             | 1                                             |
| Rode kaarten                | 0                                             | 0                                             |
| Schoten op doel             | 8                                             | 13                                            |
| Schoten naast doel          | 6                                             | 10                                            |
| Overtredingen               | 17                                            | 15                                            |
| Hoekschoppen                | 3                                             | 10                                            |
| Buitenspel                  | 0                                             | 1                                             |
| Strafschoppen               | 0                                             | 0                                             |
| Balbezit (%)                | 52                                            | 48                                            |
| Totale afstand afgelegd (m) | 107.502                                       | 105.761                                       |

| Nieuw-Zeeland | 1 – 1        | Slowakije |
| Winston Reid 90+3' | goals        | 50' Róbert Vittek |
| Ricki Herbert | bondscoach   | Vladimir Weiss |
| Mark Paston Tony Lochhead Winston Reid Ivan Vicelich 78' Ryan Nelsen Simon Elliott Shane Smeltz Chris Killen 72' Leo Bertos Rory Fallon Tommy Smith | opstellingen | Ján Mucha Martin Škrtel Marek Čech Radoslav Zabavnik Zdeno Štrba 90+1' Vladimír Weiss 81' Stanislav Šesták 84' Róbert Vittek Ján Ďurica Marek Hamšík Erik Jendrišek |
| Chris Wood 72' Jeremy Christie 78' | wissels      | 81' Filip Hološko 84' Miroslav Stoch 90+1' Juraj Kucka |
| Tony Lochhead 42' Winston Reid 90+3' | gele kaarten | 55' Zdeno Štrba |
| | rode kaarten | |

## Overzicht van wedstrijden
| Groepswedstrijden | | | |
| Groep A | Groep B | Groep C | Groep D |
| Zuid-Afrika - Mexico Uruguay - Frankrijk Zuid-Afrika - Uruguay Frankrijk - Mexico Mexico - Uruguay Frankrijk - Zuid-Afrika | Zuid-Korea - Griekenland Argentinië - Nigeria Argentinië - Zuid-Korea Griekenland - Nigeria Griekenland - Argentinië Nigeria - Zuid-Korea | Engeland - Verenigde Staten Algerije - Slovenië Slovenië - Verenigde Staten Engeland - Algerije Slovenië - Engeland Verenigde Staten - Algerije | Duitsland - Australië Servië - Ghana Duitsland - Servië Ghana - Australië Australië - Servië Ghana - Duitsland    |
| Groep E | Groep F | Groep G | Groep H |
| Nederland - Denemarken Japan - Kameroen Nederland - Japan Kameroen - Denemarken Kameroen - Nederland Denemarken - Japan    | Italië - Paraguay Nieuw-Zeeland - Slowakije Slowakije - Paraguay Italië - Nieuw-Zeeland Paraguay - Nieuw-Zeeland Slowakije - Italië       | Ivoorkust - Portugal Brazilië - Noord-Korea Brazilië - Ivoorkust Portugal - Noord-Korea Noord-Korea - Ivoorkust Portugal - Brazilië             | Honduras - Chili Spanje - Zwitserland Chili - Zwitserland Spanje - Honduras Chili - Spanje Zwitserland - Honduras |
| Achtste finales | | | |
| Uruguay - Zuid-Korea Verenigde Staten - Ghana                                                                              | Duitsland - Engeland Argentinië - Mexico                                                                                                  | Nederland - Slowakije Brazilië - Chili | Paraguay - Japan Spanje - Portugal                                                                                |
| Kwartfinales | | | |
| Brazilië - Nederland | Uruguay - Ghana | Argentinië - Duitsland | Paraguay - Spanje                                                                                                 |
| Halve finales | | | |
| Nederland - Uruguay | Nederland - Uruguay | Duitsland - Spanje | Duitsland - Spanje                                                                                                |
| Troostfinale | | | |
| Uruguay - Duitsland | | | |
| Finale | | | |
| Spanje - Nederland | | | |